# 福島稲荷神社
福島稲荷神社（ふくしまいなりじんじゃ）は福島県福島市宮町にある神社である。

## 概要
福島旧城下町の総鎮守であり、旧福島町を氏子範囲とする。福島中心市街地に立地し、大祭や初詣で多くの市民が訪れる。「御神狐」と呼ばれる狐の木造がある。
現在の社殿は明治神宮宝物殿や神田神社本殿の設計、日光東照宮の修理などを手がけた大江新太郎の設計によるもので、1938年（昭和13年）に竣工した。
表参道と西参道の二基のヒノキ大鳥居は、明治神宮創建の際建立された東玉垣鳥居と西玉垣鳥居で、明治神宮の格別の計らいにより1965年（昭和40年）に交付1966年（昭和41年）に移築された。福島稲荷神社の二基のヒノキ大鳥居は、木の色を生かしつつ修復しながら、創建時に近い形を保ち続けている。
当時の明治神宮宮司であった元伯爵甘露寺受長謹書「福島稲荷神社」の扁額が掲げられている。

### 沿革
- 987年（永延元年） - 安倍晴明が奥州に下向した際、信太明神を勧請したことに始まる（現在の神社の由緒書きでは伊勢の外宮の豊受比売大神を勧請したとする）。
- 1171年（承安元年） - 晴明の孫の安倍晴明が社殿を改築した。
- 天正および慶長の兵火で社殿が焼失する。
- 1624年（寛永元年） - 板倉重憲が社殿を修営。
- 1689年（元禄2年） - 福島藩主堀田正仲により本殿。
- 1692年（元禄5年） - 現在の絵馬殿にあたる拝殿を堀田正仲により再建した。
- 1740年（元文5年） - 同じく福島藩主の板倉勝里が社殿を造営した。「御神狐」もこの時代に奉納された[1]。
- 1895年（明治28年） - 県社に昇格する。
- 1938年（昭和13年） - 現在の社殿が竣工した。
- 1966年（昭和41年） - ヒノキの大鳥居（二基）が明治神宮より移築された。
- 2011年（平成23年） - 3月11日に発生した東日本大震災により「御神狐」が損傷を受ける[1]。
- 2021年（令和3年）
  - 2月13日 - 福島県沖地震により被災し、石灯籠が倒壊して乗用車を直撃するなどした[4][5][6][7]。
  - 9月1日 - 大震災や福島県沖地震など度重なる地震で損傷した「御神狐」の修復が完了した[1]。明治時代の修復跡を参考に本来の色に戻されている[1]。
- 2022年（令和4年） - 3月16日に福島県沖地震が再発し、前年に続いて再び石灯籠が倒壊するなどの被害が出た[8]。前年の地震で崩れて復旧した直後に再び被災した灯籠もあった[8]。

### 参道
奥州街道（福島市道栄町・舟場町線）から神社正面まで南北に縦断する幅員一車線分のおよそ100メートルの道路が「表参道」の愛称で親しまれ、初詣など混雑時に列を作る道路でもある。
福島駅から神社側面まで東西に繋ぐ福島市道栄町・上町線（文化通り）は「西参道」の役割を果たしている。

## 祭神
御祭神
- 豊受比売命

配祀
- 大国主命
- 事代主命

境内社として古峯神社、足尾神社、聖徳太子神社がある。

## 史跡
- 福島稲荷神社絵馬殿 : 福島市で現存している最古の木造建築物。福島稲荷神社旧拝殿。
- ヒノキの大鳥居（二基） : 明治神宮創建の際建立された東玉垣鳥居と西玉垣鳥居の二基を移設したもので、日本の神社史の貴重な遺産である。
- 世良修蔵の官修墳墓 : 戊辰戦争の引き金となった事件「世良修蔵事件」の官修墳墓である。
- 御神木のニレの大木 : 福島市指定天然記念物。

## 例大祭
例祭は10月9日で、体育の日（10月第2月曜日）を含む土・日・月曜日に連山車などの神賑行事が行われる。

## アクセス
福島駅東口から福島交通路線バスももりん1コース上町バス停下車。

## エピソード
1986年2月3日、フジテレビ系のバラエティ番組『夕やけニャンニャン』が、系列局である福島テレビでネット開始されることになり生中継が行われた。当日開催された節分祭には、おニャン子クラブのメンバーである国生さゆり、渡辺美奈代、白石麻子の3人が、当時の福島市長だった吉田修一たちと豆まきに参加し、3千人の中・高校生が集まった。